# Priest (film)
Priest è un film del 2011 diretto da Scott Stewart, adattamento cinematografico dell'omonimo manhwa (fumetto coreano) di Hyung Min Woo.

## Trama
Una guerra secolare tra uomini e vampiri, che devasta la superficie del pianeta e porta a una teocrazia sotto "La Chiesa". Nonostante la vulnerabilità dei vampiri alla luce del sole, la loro forza e velocità li rendono impossibili da sconfiggere finché l'umanità non si rifugia in città murate e addestra guerrieri d'élite, i Sacerdoti, che cambiano le sorti della guerra. Dopo la guerra, la maggior parte dei vampiri viene uccisa, mentre i rimanenti vengono messi nelle riserve. Con la fine della guerra, il Clero scioglie i pochi Sacerdoti sopravvissuti, che cercano di integrarsi nella società cittadina. Fuori dalle città murate, alcuni umani cercano una vita libera dal controllo totalitario della Chiesa.
Un particolare Sacerdote viene avvicinato da Hicks, lo sceriffo di una città libera, Augustine. Hicks rivela che il fratello del sacerdote, Owen, e sua moglie, Shannon, sono morti in un attacco di vampiri e che la nipote del Sacerdote, Lucy, è stata rapita. Essendo innamorato di Lucy, Hicks chiede al Sacerdote di aiutarlo a salvarla. Il Sacerdote chiede al clero di ripristinare la sua autorità, ma il capo Monsignor Orelas non crede alla storia del vampiro e rifiuta. Il Sacerdote lascia la città e Orelas invia tre sacerdoti e una sacerdotessa per riportarlo indietro.
Il Sacerdote e Hicks arrivano alla Riserva di Nightshade dove i Familiari, umani infettati da un agente patogeno che li rende sottomessi ai vampiri, vivono insieme ai loro padroni. Dopo una battaglia, la coppia scopre che la maggior parte dei vampiri si rifugia nell'Alveare dei vampiri di Sola Mira, che si ritiene abbandonato dopo la guerra. Lì, la Sacerdotessa decide di unirsi a loro, avendo combattuto al fianco del Sacerdote durante la guerra e sentendosi più legata a lui che alla Chiesa. L'ultima volta che i due hanno combattuto a Sola Mira, il Sacerdote non è riuscito a salvare uno dei suoi, un evento che lo perseguita ancora. Il Sacerdote, la Sacerdotessa e Hicks distruggono un vampiro Guardiano dell'Alveare, quindi scoprono che i vampiri hanno allevato un nuovo esercito e scavato un tunnel verso una città chiamata Jericho. Gli altri tre Sacerdoti di Orelas arrivano a Jericho mentre cala la notte e arriva un treno blindato, scatenando i vampiri. Le creature sono guidate da un potente umano che indossa un cappello nero. Quando i Sacerdoti rifiutano l'offerta di Black Hat di unirsi a lui, lui li uccide tutti.
La mattina dopo, il Sacerdote, la Sacerdotessa e Hicks arrivano a Jericho, scoprendo la città vuota e i tre sacerdoti crocifissi. Il Sacerdote deduce che i vampiri hanno usato i treni per viaggiare di giorno e attaccare le città libere di notte dopo aver notato un orologio da tasca rotto di recente vicino alla stazione ferroviaria, con le città murate alla fine della linea ferroviaria. Hicks crede che le città siano ugualmente protette dal sole, ma il Sacerdote spiega che le loro nuvole di fumo e cenere le privano permanentemente della luce solare. Se il treno raggiunge una città, l'attacco sarà un massacro.
Hicks minaccia il Sacerdote, convinto che ucciderà Lucy se verrà infettata. La Sacerdotessa rivela che Lucy è in realtà la figlia del Sacerdote. Lui aveva una relazione con Shannon, la madre di Lucy, e Owen è intervenuto come marito e padre quando il Sacerdote è stato rapito dalla Chiesa. A Lucy non è mai stata detta la verità.
Mentre la Sacerdotessa corre avanti per piazzare una bomba sui binari della ferrovia, il Sacerdote e Hicks salgono sul treno per salvare Lucy. Combattendo contro vampiri e Familiari, i due vengono sopraffatti da Black Hat proprio mentre trovano Lucy. Black Hat si rivela essere il prete disperso nell'attacco a Sola Mira. Dopo la sua cattura, la Regina dei vampiri gli ha dato il suo sangue, trasformandolo nel primo ibrido Vampiro-Umano in grado di sopravvivere al sole. Mentre il Sacerdote combatte Black Hat, Lucy scopre la verità sulla sua parentela. Sui binari davanti al treno, la Sacerdotessa combatte contro diversi Familiari, ma uno distrugge il detonatore degli esplosivi. Per portare a termine la sua missione, monta gli esplosivi sulla sua moto e la guida contro la locomotiva del treno, saltando giù prima della conseguente esplosione. Il deragliamento successivo uccide i vampiri e Black Hat mentre Hicks, il Sacerdote, la Sacerdotessa e Lucy scappano.
Il Sacerdote torna in città e affronta Orelas durante la messa, raccontandogli del treno bruciato contenente i corpi dei vampiri, ma non quello della Regina. Lo dimostra gettando una testa di vampiro sul pavimento, scioccando tutti i presenti. Ma Orelas si rifiuta ancora di credergli, dichiarando che la guerra è finita, anche se ora la gente inizia a dubitare delle sue parole. Fuori dalla città il Sacerdote incontra la sacerdotessa, che conferma che altri Sacerdoti sono stati avvisati e li incontreranno presto.

## Personaggi
- Paul Bettany è Ivan Isaacs, sacerdote e cacciatore di vampiri che si mette contro il volere del proprio Ordine dopo che i vampiri hanno rapito la propria nipote, che in seguito si rivela essere sua figlia.[1]
- Cam Gigandet è Hicks, sceriffo nonché fidanzato di Lucy.
- Karl Urban è Black Hat, prima sacerdote e cacciatore di vampiri, dopo leader dell'esercito di vampiri.[2]
- Maggie Q è una sacerdotessa guerriera, innamorata di Ivan.[2]
- Christopher Plummer è Monsignor Orleas, capo dello Stato della Chiesa di stampo Orwelliano che controlla e guida il mondo traumatizzato dalla guerra[3]
- Stephen Moyer è il fratello di Ivan, marito di Shannon. Ha accettato di prendersi cura di Lucy come se fosse figlia sua.
- Mädchen Amick è Shannon, madre della ragazza rapita.[2]
- Lily Collins è Lucy, la ragazza rapita da Black Hat. È figlia di Ivan e fidanzata di Hicks.

## Produzione
Un film basato sul romanzo grafico coreano Priest di Hyung Min Woo era già in sviluppo dalla Screen Gems nel 2009, con Andre Douglas alla regia e Gerard Butler e Steven Strait indicati come principali interpreti, ma il progetto fu poi abbandonato. In aprile, reduce dalla realizzazione di Legion, il presidente della Screen Gems, Clint Culpepper, annunciò che Scott Charles Stewart avrebbe diretto Priest, un film horror postapocalittico dai toni western e religiosi, potenzialmente con Paul Bettany nei panni del personaggio principale, dopo che Culpepper rimase estasiato dalla sua interpretazione in Legion. Qualche tempo dopo entrarono a far parte del cast artistico anche Karl Urban come antagonista, Maggie Q, Cam Gigandet.
Al termine del completamento della scrittura della sceneggiatura, il creatore del fumetto, Min-Woo, fece visita ai produttori e il cast sul set del film nell'estate 2009, per rendersi conto di cosa era effettivamente l'adattamento della sua opera. Dopo che Stewart gli parlò di alcuni cambiamenti sostanziali nella trama, mostrandogli una versione tradotta del copione, comunque, Min-Woo approvò il lavoro eseguito sia scritto che filmato.
Le riprese sono iniziate a Los Angeles nel settembre 2009 e terminate il 22 novembre Con alla mano un bilancio di produzione relativamente alto per un'opera del genere, Stewart, anche in qualità del suo passato da dirigente della compagnia di animazione al computer Orphanage, si è occupato personalmente della creazione di sequenze in grafica computerizzata, ambientando il film in un universo alternativo pieno di elementi richiamanti alla più classica "fantascienza occidentale". In base alle dichiarazioni di Karl Urban, il set della Warner concesso per girare una scena in interni è lo stesso utilizzato tempo addietro per Blade Runner. Nella scena in questione, dove è stata richiamata l'apparizione di molte persone, è stato chiesto alle comparse di parlare le lingue che conoscevano per creare un'atmosfera affollata. Secondo l'attore, il film è caratterizzato da un velo molto forte di fantascienza oltre che d'azione, che compone il film per un terzo della durata totale.
Nel corso delle riprese delle scene d'azione più vivaci, che hanno richiesto una dura preparazione da parte degli attori, Urban e Bettany si sono feriti. Nella ripresa di uno scontro tra i due, Urban ha ferito a un dito Bettany, andandogli poi contro con una testata procurandogli un taglio in viso e uscendone a sua volta con un sopracciglio rotto.
Nel febbraio 2010, la Sony Pictures rese noti i propri piani per il futuro concernenti l'uso del tridimensionale come nuova forma di intrattenimento, almeno, per i principali titoli della compagnia. In relazione a ciò, dopo aver riflettuto se inserire o meno anche Priest tra i nomi della lista, la Screen Gems ne annunciò l'inizio della conversione in postproduzione, causando lo slittamento di diversi mesi della data d'uscita. Ad aprile, il film ultimato è stato mostrato a Sam Raimi, che figura tra i produttori, ed a vari dirigenti della Sony, raccogliendo ottimi riscontri da parte loro e soprattutto da Raimi.

## Promozione
La prima immagine ufficiale è stata caricata dall'edizione in rete della rivista Entertainment Weekly a fine giugno 2010, ritraente il protagonista Paul Bettany.
A luglio, il film è stato presentato da Sony Pictures e Screen Gems all'edizione annuale del Comic-Con di San Diego come uno dei titoli più rappresentativi delle compagnie, con una delegazione formata dal regista Scott Stewart, Paul Bettany, Karl Urban, Stephen Moyer, Cam Gigandet e Maggie Q. Il riquadro riservato al film si è composto della mostra di alcuni manifesti dei personaggi principali, della proiezione del primo trailer la notte del 23 e di un violento prologo animato, della durata di alcuni minuti, e narrato interamente da una voce fuori campo, realizzato dall'animatore Genndy Tartakovsky e la sua squadra.
A fine luglio la rivista The Hollywood Reporter ha pubblicato la prima locandina ufficiale, ritraente Paul Bettany; una seconda, sempre con Bettany al centro, è uscita qualche giorno dopo, il 5 agosto.
Il 9 settembre la Sony Pictures ha caricato in rete il trailer esteso, lo stesso presentato alcuni mesi prima all'edizione del Comic-Con. Il filmato era apparso già qualche tempo addietro, ma illegalmente, e la Sony ne aveva ordinato la rimozione. Due giorni dopo, il sito web ComingSoon ha reso disponibile la versione italiana del suddetto trailer.

## Distribuzione
Il film era inizialmente previsto per uscire nelle sale cinematografiche americane il 13 agosto 2010, ma la data d'uscita fu poi spostata di qualche mese più avanti, al 26 novembre. Dopo che la Screen Gems, in accordo con una nuova politica della Sony puntata al tridimensionale per i titoli più promettenti, annunciò la riconversione in postproduzione anche di Priest, la data slittò al 14 gennaio 2011 seguita da successivi annunci per il 4 marzo e, infine, per il 13 maggio.

## Tematiche
In accordo con Paul Bettany, se in Legion interpretava un personaggio ferventemente religioso, in Priest il protagonista, pur essendo un sacerdote, richiama a sé voglia di vendetta, in apparente contraddizione con i più tradizionali precetti cristiani. Tuttavia il suo addestramento e i suoi voti sono finalizzati a servire l'umanità, a combattere non solo in sua difesa, ma totalmente al suo posto, non essendo essa in grado di liberarsi da sola dai vampiri. In linea col significato della parola ebraica "Goel" (vendicatore, rendentore), il sacerdote è certamente un uomo di grande pietà nei confronti degli uomini, ma spietato verso i demoni che la distruggono (demoni che nella novella coreana erano più pertinentemente degli angeli decaduti). Comunque, Stewart ha spiegato che uno degli argomenti trattati nel film è la guerra, più in particolare il trauma post-guerra di reduci ed ex soldati al ritorno a casa (similmente a Rambo), tra l'indifferenza e lo smarrimento generale di una società che sembra non volere più accorgersi di loro.

## Differenze tra il film e il fumetto
Il regista ha spiegato le principali differenze tra il fumetto e la sua trasposizione:
- Il film è ambientato in un futuro indefinito in una sorta di "Vecchio West", mentre il fumetto nell'epoca contemporanea in un deserto comunque rassomigliante alle caratteristiche dell'ambiente westerniano.
- I nemici nel film sono vampiri, mentre nel fumetto erano angeli caduti.